# Фурнас (водохранилище)
Фу́рнас (порт. Furnas) — крупное водохранилище в верхнем течении реки Риу-Гранди. Располагается на юге бразильского штата Минас-Жерайс. Омывает территорию 34 муниципалитетов. Основное назначение водохранилища и плотины — производство электроэнергии и регулирование стока реки Риу-Гранди.

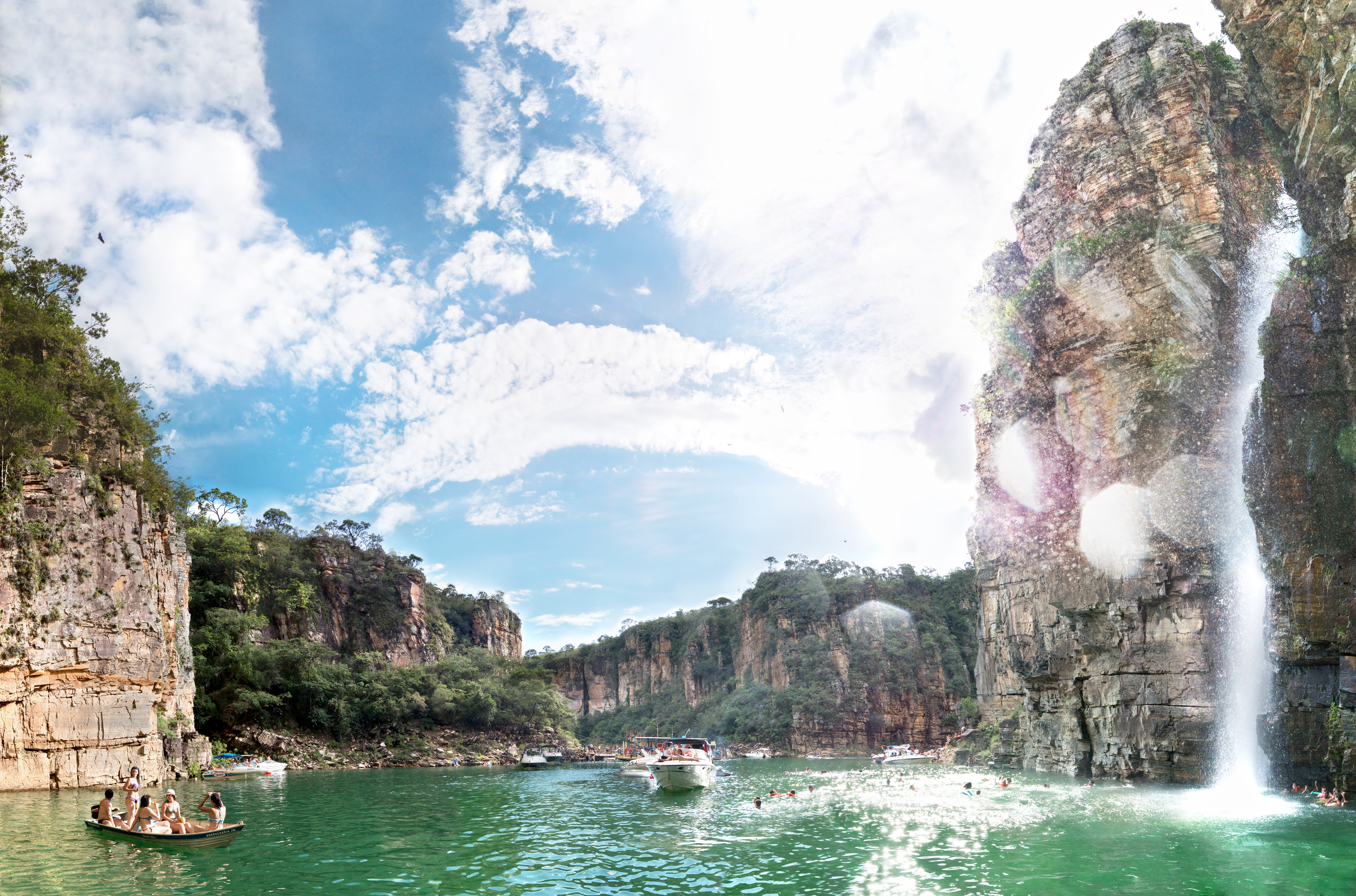
Вид на водохранилище Фурнас со скоростными катерами и купальщиками

Площадь — около 1440 км². Объём — 21 км³. Протяжённость береговой линии — около 3500 км. Средняя глубина — 16 м.
Скалистые ущелья Фурнаса являются популярным местом экскурсионного водного туризма.
8 января 2022 года в результате продолжительных дождей одна из скал рухнула на лодки с туристами, более 30 человек получили ранения, 10 — погибли.